# 広木 (鹿児島市)
広木（ひろき）は、鹿児島県鹿児島市の町丁。郵便番号は890-0037。人口は3,907人、世帯数は1,579世帯（2020年4月1日現在）。広木一丁目から広木三丁目までがあり、広木一丁目から広木三丁目までの全域で住居表示を実施している。

## 地理
鹿児島市の南部、脇田川の中流域に位置している。町域の北方には田上台、南方には宇宿、北方には田上町、西方には向陽、桜ケ丘、東方には紫原がそれぞれ接している。
多くの区域が森山団地及び宇宿中間・広木地区区画整理事業により造成され、中央部にある広木小学校周辺は紫原団地の造成に伴い建設された住宅街である。また町域の西部には鹿児島県道35号永吉入佐鹿児島線が南北に通っている。
また、広木駅は広木ではなく田上町にある。

### 河川
- 脇田川 - 広木二丁目と広木三丁目の境界を流れている。

## 歴史
2011年（平成23年）2月14日に宇宿中間・広木地区で住居表示が実施されるのに伴い町域の再編が実施され、田上町の一部より「広木一丁目」及び「広木二丁目」が設置された。
2013年（平成25年）2月18日には田上町及び宇宿町の一部を広木二丁目に編入し、田上町及び宇宿町の一部より「広木三丁目」が設置された。2015年（平成27年）11月9日に、田上町の一部を広木二丁目及び広木三丁目に編入した。

### 町域の変遷
| 変更後             | 変更年             | 変更前                         |
| ------------------ | ------------------ | ------------------------------ |
| 広木一丁目（新設） | 2011年（平成23年） | 田上町（一部）                 |
| 広木二丁目（新設） | 2011年（平成23年） | 田上町（一部）                 |
| 広木二丁目（編入） | 2013年（平成25年） | 田上町（一部）・宇宿町（一部） |
| 広木三丁目（新設） | 2013年（平成25年） | 田上町（一部）・宇宿町（一部） |
| 広木二丁目（編入） | 2015年（平成27年） | 田上町（一部）                 |
| 広木三丁目（編入） | 2015年（平成27年） | 田上町（一部）                 |

## 人口

### 丁目別
| 町名       | 世帯数 | 人口  |
| ---------- | ------ | ----- |
| 広木一丁目 | 334    | 727   |
| 広木二丁目 | 890    | 2,284 |
| 広木三丁目 | 355    | 896   |

### 国勢調査
以下の表は国勢調査による小地域集計が開始された1995年以降の人口の推移である。
| 年                 | 人口  |
| ------------------ | ----- |
| 2015年（平成27年） | 2,787 |

## 施設

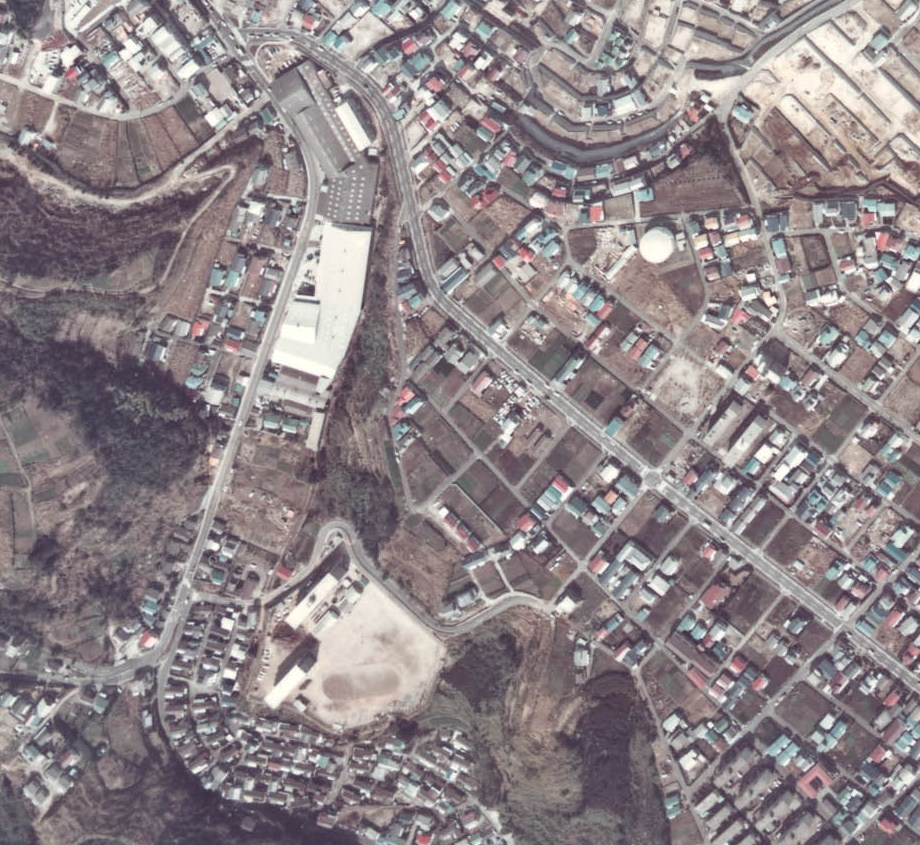
鹿児島市立広木小学校周辺の航空写真。

### 公共
- 広木校区公民館
- 広木公民館

### 教育
- 鹿児島市立広木小学校[14]
- ひろき保育園[15]

## 小・中学校の学区
市立小・中学校に通う場合、学区（校区）は以下の通りとなる。
| 町丁       | 番・番地                      | 小学校                 | 中学校                 |
| ---------- | ----------------------------- | ---------------------- | ---------------------- |
| 広木一丁目 | 1-20、21番の一部              | 鹿児島市立広木小学校   | 鹿児島市立紫原中学校   |
| 広木一丁目 | 22、21番の一部                | 鹿児島市立西紫原小学校 | 鹿児島市立西紫原中学校 |
| 広木二丁目 | 1-12、15-31                   | 鹿児島市立広木小学校   | 鹿児島市立紫原中学校   |
| 広木二丁目 | 上記以外の全域                | 鹿児島市立向陽小学校   | 鹿児島市立紫原中学校   |
| 広木三丁目 | 1-2、3番-1~4、20、5番-5~21    | 鹿児島市立向陽小学校   | 鹿児島市立西紫原中学校 |
| 広木三丁目 | 4、6-22、3番及び5番の上記以外 | 鹿児島市立向陽小学校   | 鹿児島市立紫原中学校   |

## 交通

### 道路
県道
- 鹿児島県道35号永吉入佐鹿児島線

市道
- 都市計画道路宇宿広木線
- 森山団地中央線